# КК Ираклис
КК Ираклис (грч. ΚΑΕ Ηρακλής) је грчки кошаркашки клуб из Солуна. Тренутно се такмичи у Првој лиги Грчке.

## Историја
КК Ираклис je основан 1924. године. Већ 1928. су освојили прво грчко првенство а 1935. године друго, но на тој бројци су остали до данас. Трипут су били вицешампиони 1936, 1962. и 1964. године. 
Три пута су дошли до завршнице грчког купа али га никад нису освојили. Два пута су играли у најјачем европском клупском кошаркашком такмичењу. Било је то сезоне 1995/96. у Евролиги и 2000/01. у Супролиги.

## Успеси
- Прва лига Грчке
  - Победник (2) :  1928, 1935.
  - Друго место (3) :  1936, 1962, 1964.

- Куп Грчке у кошарци
  - Финалиста (3) :  1981, 1994, 1996.

## Познатији играчи
- Александар Глинтић
- Димитрис Дијамантидис
- Предраг Дробњак
- Душан Ђорђевић
- Јуре Здовц
- Ермин Јазвин
- Игор Милошевић
- Софоклис Схорцијанитис

## Познатији тренери
- Јуре Здовц
- Драган Раца
- Дарко Русо
- Зоран Славнић
- Драган Шакота